# چه رؤیاهایی که می‌آیند
چه رؤیاهایی که می‌آیند (انگلیسی: What Dreams May Come) رمانی از ریچارد متیسون است که در سال ۱۹۷۸ منتشر شده است. داستان این کتاب در مورد کریس، مردی‌ست که می‌میرد و به بهشت می‌رود اما همسرش که خودکشی کرده، به دنبال او به دوزخ می‌رود.
در سال ۱۹۹۸ از این رمان، فیلمی به همین نام با بازی رابین ویلیامز، کوبا گودینگ جونیور و آنابلا شورا ساخته شد که نامزد جایزهٔ اسکار شد.